# Saint-Marc (Cantal)
Saint-Marc é uma ex-comuna francesa na região administrativa de Auvérnia-Ródano-Alpes, no departamento de Cantal. Estendeu-se por uma área de 8,73 km². Em 2010 a comuna tinha 83 habitantes (densidade: 10,4 hab./km²).
Em 1 de janeiro de 2016 foi fundida com as comunas de Loubaresse, Faverolles e Saint-Just para a criação da nova comuna de Val-d'Arcomie.